# Maksym Dolhov
Maksym Eduardovyč Dolhov (in ucraino Максим Едуардович Долгов?; Zaporižžja, 6 giugno 1996) è un tuffatore ucraino.

## Palmarès
- Europei di nuoto/tuffi

Berlino 2014: bronzo nella piattaforma 10 m sincro
Rostock 2015: bronzo nella piattaforma 10 m sincro
Londra 2016: oro nella piattaforma 10 m e bronzo nel sincro 10 m.
Kiev 2017: oro nel sincro 10 m.